# Müllenheim

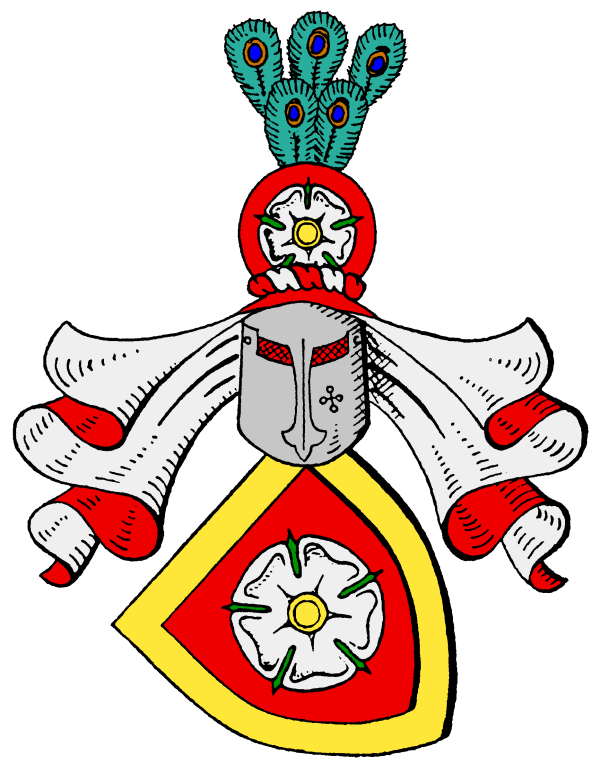
Wappen der Müllenheim

Müllenheim (international oft Muellenheim, französisch Mullenheim, fälschlicherweise auch Mühlenheim) ist der Name eines alten Straßburger Patriziergeschlechts. Die Herren, Ritter und Freiherren von Müllenheim gehörten zum elsässischen Uradel. Die heute noch blühende Familie lässt sich in fünf bestehende Hauptzweige unterteilen, welche alle von der „Heinrich-Linie“, bzw. den „Müllenheim zu Rechberg“ abstammen. Dies sind zum einen die katholischen „Barons de Mullenheim“, welche 1773 den französischen Adelstitel erhielten und die evangelischen Zweige, darunter die „Freiherren von Müllenheim-Rechberg“, welche ab 1886 in den preußischen Rang erhoben wurden, dazu die untitulierten Zweige der „Herren Müllenheim“, deren gemeinsame Vorfahren das Adelsprädikat „von“ im 18. Jahrhundert wohl aus religiös-pietistischen Gründen abgelegt haben. Diese drei schlesischen Zweige lassen sich wiederum unterteilen in diejenigen, welche heute im Rheinland oder um Braunschweig ansässig sind, sowie die fälschlicherweise als „Herren Mühlenheim“ geschriebenen.

## Geschichte
Erstmals urkundlich erwähnt wird die Familie mit Berthold (Bertholdus) laut Rotulus vom Kloster St. Peter auf dem Schwarzwald (Rotulus Sanpetrinus) im Jahre 1108 als Schenkgeber aus dem Ort Müllheim im Markgräflerland (Villa Mulinhaimo). In der Urkunde des Klosters wird in einem weiteren Eintrag aus der Zeit zwischen 1111 und 1152 im Rahmen des Investiturstreits das ansässige „Geschlecht derer von Mulnhen“ (alemannische Ortsbezeichnung, heute Müllen) deutlich erwähnt, welche als Ministerialen (Dienstmannen) der Zähringer seine dortigen Besitzungen als Mitgiftmasse an diese verlor: „De domo ducis Berhtoldus de Mulenheim et filii eius Rudolf, Berhtold, Heinricus, Conrat et nepos ipsorum Hugo de Hugelheim et filii eius Rudolfus, Ruthardus quoque et Lucilius de Mulenheim.“ Der Ritter Burkard (Burcardus) und seine Brüder wurden 1183 als Zeugen bei der Stiftung der Abtei Rufach im oberen Elsass genannt.
Die ununterbrochene Stammreihe beginnt 1225 mit der Erwähnung des Johann (Johannis) von Mülnheim, bischöflicher Weinmesser zu Straßburg, in einer Urkunde des dortigen St. Peter-Capitels. Sein Enkel Burkhard beherbergte 1284 den römisch-deutschen König Rudolf I., der ihm daraufhin die Furt von „Gravenstaden vor der Hate“ (heute Illkirch-Graffenstaden) mit dem Recht übertrug, dort eine Maut zu erheben. Da es keine Brücke über den Rhein gab, konnte man nur über diese Furt den Fluss überqueren, was die Straßburger bis dahin kostenlos getan hatten; 1391 fiel die Furt zurück an die Stadt. Alle Zweige des Geschlechts gehen auf ihn und seinen 1290 als Ritter bezeichneten Bruder Walther von Mülnheim, 1284–87 Schaffner des Bischofs von Straßburg, zurück. Etliche Mitglieder der Familie gelangten ins Patriziat der freien Reichsstadt und gehörten dort zu den so genannten regimentsfähigen Geschlechtern. Indem die Müllenheim den Königen, den Bischöfen von Straßburg und dem elsässischen Adel große Summen vorstreckten, erwarben sie Renten, Pfandschaften und Lehen.

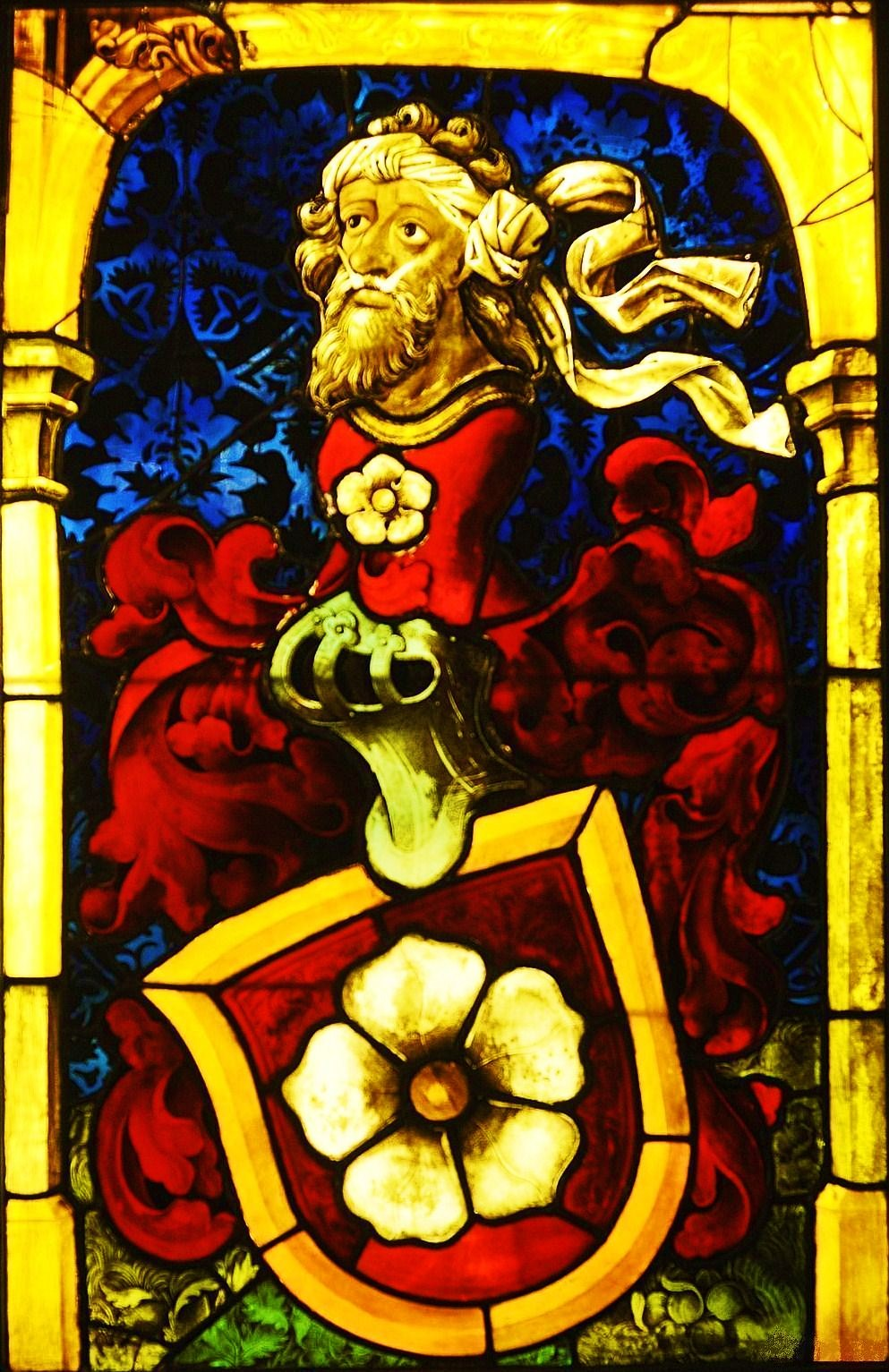
Gerettetes Kirchenfenster vom „Alten Bethaus Allerheiligen“

Die Söhne von besagtem Burkhard bildeten im 13. Jahrhundert drei Hauptlinien des Geschlechts: Die „Burkhard-Linie“, die schon im 15. Jahrhundert ausstarb, die „Johannes-Linie“, die mit Philip Andreas von Müllenheim-Rosenburg 1684 wieder erlosch, und die „Heinrich-Linie“, von der alle heutigen Namensträger abstammen. Dieser Heinrich von Mülnheim, Ritter des Deutschen Ordens, war König Ludwig IX. im siebten Kreuzzug 1270 nach Tunis gefolgt. Er gelobte, falls er seine Heimatstadt Straßburg noch einmal wiedersehe, zum Dank eine Kirche zu errichten, woraufhin er nach geglückter Heimreise schließlich im Jahr 1300 die Wilhelmskirche stiftete. Am 14. Juli 1327 kaufte er von den Prämonstratensern des Klosters Allerheiligen in Oppenau im Schwarzwald für 140 Silbermark eine leerstehende Klosteranlage vor den Stadtmauern Straßburgs, welche bis kurz zuvor den auf dem Zweiten Konzil von Lyon verbotenen Sackbrüdern gehört hatte. Dieses „Alte Bethaus Allerheiligen“ stiftete er als Fideikommiss, welches fortan der Familie als Grablege und Memorialkirche bis zur Zerstörung in der Französischen Revolution diente; ein gerettetes Kirchenfenster hängt heute im Musée national du Moyen Âge in Paris. Heinrich pachtete außerdem den bischöflichen Zoll in Straßburg und lieh 1314 den Habsburgern 3'500 Silbermark, wofür er als Pfand u. a. die Burg Ortenberg erhielt, die seinen Nachkommen bis 1551 als Gemeinherrschaft gehörte.
Ab 1295 saßen die Müllenheim erstmals im Rat der Stadt Straßburg. In den folgenden Jahren spalteten sich die Adelsgeschlechter in zwei rivalisierende Stubengesellschaften, deren Anführer die Müllenheim (Treffpunkt in der Trinkstube "Zum Mühlenstein") bzw. die Zorn (Trinkstube "Zum Hohensteg") wurden. Aufgrund der großen Rivalität zwischen den beiden Geschlechtern erhielt die Pfalz (das damalige Rathaus) extra zwei Eingänge mit Aufstieg, einen für die Müllenheim und einen für die Zorn. Nach einem Fest am Hof der Müllenheim in der Brantgasse kam es am 20. Mai 1332 zu einem blutigen Kampf zwischen den beiden Parteien, welche als „Geschell der Zorn und Müllenheim“ in die Chroniken einging. Hierbei wurden 21 Edelleute erschlagen und die Zünfte benutzten die Gelegenheit, um die Adelsherrschaft zu brechen. Ab 1333 wurde den vier von den Adelsgeschlechtern erwählten Stettmeistern (Bürgermeistern) ein bürgerlicher Ammeister (Ratssprecher) zur Seite gestellt. Damals verließen viele Familienmitglieder wegen ihres schwindenden Einflusses aus Protest die Stadt und verbündeten sich mit dem Bischof gegen das reichsstädtische Regiment. Bis zum Zunftaufstand und dem Judenpogrom 1349 war kein Vertreter der beiden zerstrittenen Geschlechter mehr im Magistrat vertreten. Letztendlich stellten insgesamt 42 Namensträger von 1301 bis 1759 einen Stettmeister und 462 Angehörige saßen von 1295 bis 1760 im Stadtrat; so viele wie kein anderes Geschlecht.
Während des sogenannten Dachsteiner Kriegs öffnete Hans von Mülnheim den Ausziehenden das Stadttor von Dachstein und Burchard von Mülnheim, 1411–25 Reichsschultheiß von Hagenau, wurde Wortführer dieses Adelsbündnisses. Ein Teil der Familie kehrte später zurück und saß, wie beispielsweise 1424 Heinrich von Mülnheim-Landsberg, auch wieder im Rat, während ein anderer Teil Straßburg auf Dauer den Rücken kehrte und sich vollends dem Landadel assimilierte.
Conrad, Lütold und Marquart von Mülnheim nahmen an der Schlacht bei Sempach gegen die Schweizer Eidgenossenschaft der VIII. Orte teil und fielen am 9. Juli 1386 neben Leopold III. von Habsburg-Österreich; sie wurden mit vierzig weiteren Herren und Edlen Knechten beim Kloster Königsfelden im Kanton Aargau begraben. Walter von Mülnheim war 1383–94 Stiftspropst von Kloster Rheinau, zugleich 1388–92 Vogt von Riquewihr und 1391 Statthalter des Landvogts im Breisgau. Einzelne Müllenheim waren sogar im 15. Jahrhundert noch in der Lage, große Geldsummen zu verleihen (1427 z. B. 17'100 Florentiner an die Kurpfalz). Hans war 1429–32 Hofmeister des Markgrafen von Baden und 1446–48 Oberschultheiß von Zabern. Kirchliche Laufbahnen an Straßburger Stiften und Klöstern wählten Sigelin I. (1314–20) und Sigelin II. (1332–43) als Pröpste von St. Thomas. Burkhard veranlasste als Abt 1430–79 vom Kloster Sankt Walburga den Neubau des Kirchenchors mit seinen Glasfenstern. Conrad, 1500–07 Abt vom Kloster Gengenbach, wurde 1506 von seinen Mönchen gefangengesetzt. Der überwiegende Teil der Familie schloss sich der Reformation an und so wurde auch Christoph von Mülnheim (1505–68) und mit ihm als Familienoberhaupt das „Alte Bethaus Allerheiligen“ am 20. Februar 1529 evangelisch. Nur einige wenige, wie beispielsweise Heinrich, 1558–61 Abt vom Kloster St. Pantaleon in Köln, blieben katholisch.
Im Straßburger Rat nahm die Beteiligung der Müllenheim bis 1490 allmählich ab, stabilisierte sich anschließend auf niedrigem Niveau und setzte zwischen 1578 und 1637 völlig aus. Nach zahlreichen Lehnsaufnahmen hatten sich die einzelnen Zweige der Müllenheim inzwischen vor allem auf dem Land niedergelassen, vornehmlich im Unterelsass und in der Ortenau, residierten in Westhoffen, Mutzig, Rosheim, Schlettstadt, Dambach, Hüttenheim und Mittelwihr. Die politisch-ökonomische Krise des 17. Jahrhunderts verringerte zwar ihren Besitz, aber dank der Mitgliedschaft im Direktorium der unterelsässischen Ritterschaft blieb ihr Prestige erhalten. Als die Linie Müllenheim-Westhoffen (bzw. von Rosenburg) 1684 ausstarb, verblieben allein die auf Blasius II. von Müllenheim (um 1540–99) zurückgehenden Namensträger. Sein Sohn Johann (Hans) Jakob von Müllenheim (1570–1633) ist Stammvater der später zunächst in Preußen beheimateten evangelischen Linie, welche heute in vier Zweige aufgeteilt ist, davon drei ohne Adelsprädikat. Auf seinen jüngeren Bruder Georg Melchior (1577–1639) gehen die vor allem im Elsass gebliebenen rekatholisierten Müllenheim zurück.

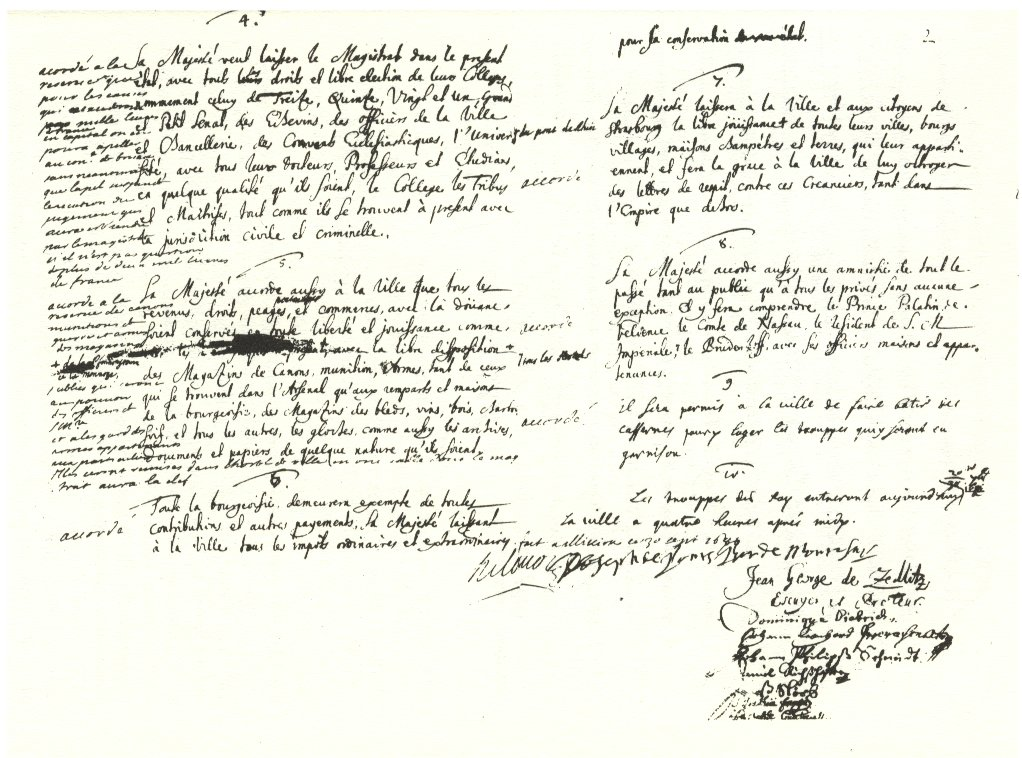
Kapitulationsurkunde von Illkirch

Im Jahre 1681 bemühte sich Maria Esther von Müllenheims Ehemann, der Straßburger Stettmeister Johann (Hans) Georg von Zedlitz, um Hilfe aus dem Reich zur Abwendung der drohenden Eroberung der Reichsstadt durch Truppen des Königs Ludwig XIV. von Frankreich unter General Joseph de Montclar. Da diese ausblieb, musste er schließlich, um größeres Leid zu vermeiden, am 30. September 1681 die „Kapitulationsurkunde von Illkirch“ mitunterzeichnen. Nach der französischen Annexion des Elsass arrangierten sich viele Müllenheim mit den Machthabern; so konvertierte beispielsweise Ludwig Heinrich (1668–1723), um in die französische Armee eintreten zu können, 1697 zum römischen Katholizismus und mit ihm als Familienoberhaupt das „Alte Bethaus Allerheiligen“. Dieser neuen politisch-konfessionellen Linie folgten nach und nach fast alle Familienmitglieder, denen Ludwig XV. 1773, ebenso wie der gesamten unterelsässischen Ritterschaft, die Berechtigung zuerkannte, sich künftig „Baron“ zu nennen. Obwohl sich die Müllenheim französisch assimiliert gaben, kamen Heiratsverbindungen nur mit deutschen, vorwiegend elsässischen Adelsfamilien, wie den Wurmser von Vendenheim, Zorn von Plobsheim, Böcklin von Böcklinsau, Truchsess von Rheinfelden, Klinglin und Glaubitz, zustande. Zahlreiche Töchter der Familie traten als Kanonissinnen in die Damenstifte der Augustiner-Chorfrauen B.M.V. in Andlau und Ottmarsheim ein.
Zu Beginn der Revolution wanderte Franz Jakob Ferdinand von Müllenheim (geboren 1746), am 8. Dezember 1780 zum Ritter des pfalz-bayrischen Georgsorden geschlagen, nach Santo Domingo aus und kehrte erst unter der Restauration 1814 nach Frankreich zurück, wo er im selben Jahr ohne Nachkommen in Bordeaux starb. Sein älterer Bruder Anton Ferdinand Ludwig (1724–1823), vormals Ritter des königlich-französischen Lilienordens, Oberhofjägermeister des Bistums Straßburg und Mitglied der elsässischen Provinzialversammlung, emigrierte 1787 nach Ettenheim, wo er badischer Oberforstmeister und Kammerherr wurde. Obwohl die Familie inzwischen alle ihre elsässischen Einkünfte und Besitzungen verloren hatte, ging sein Sohn Ludwig Maria Eduard (1784–1867), nach einem zweijährigen Offiziersdienst im Großherzogtum Baden 1809 wieder nach Frankreich und wurde für die Grande Armée von Napoleon Bonaparte zwangsrekrutiert, mit der er an Feldzügen in Spanien, Portugal, Pommern und Russland teilnahm. 1830 ließ er sich in Stotzheim auf dem neu erworbenen Schloss Grünstein nieder, einem heutigen Hotel, in dem seine Nachkommen noch bis vor einigen Jahren lebten. Am dortigen Torhaus wurden einige gerettete Tafeln vom während der Revolution zerstörten „Alten Bethaus Allerheiligen“ angebracht. Er wurde zum Offizier und sein Sohn Joseph Johann Maria Franz, Unterpräfekt und Generalsekretär des Oberelsass, zum Ritter der französischen Ehrenlegion ernannt. Einer der Nachfahren des katholischen Zweigs, Patrice de Müllenheim (* 1949), nahm 1972 für Frankreich an den Olympischen Sommerspielen in München als Sportschütze teil.
Mit Gebhard von Müllenheim zu Rechberg (1599–1673), Sohn von Johann (Hans) Jakob, der zunächst in Wien als Oberjägermeister in den Dienst des römisch-deutschen Kaisers getreten war, emigrierte die evangelische Linie 1635 ins Königreich Polen, wo dieser im gleichen Jahr naturalisiert wurde. In Polen-Litauen wurde er zum königlich-polnischen Kammerherrn und Starost, sowie großfürstlich-litauischen Oberjäger- und Falkenmeister ernannt. Für sich und seine Familie erwarb er die Güter Puchkeiten, Podollen, Blauschwarren, Stockheim, Liebenau, Donalkeim, Meistenfelde, Palpasch und Frischning, alle um Königsberg im späteren Ostpreußen. Von seinem Sohn aus zweiter Ehe, Johann (Hans) Heinrich (1657–1773), dem Königsberger Amtshauptmann und späteren Erbherrn von Puschkeiten, stammen alle Namensträger mit dem geführten Zusatz „Rechberg“ im Namen ab. Sein Sohn Theophil Gebhard (1686–1757), brandenburg-preußischer Oberst und Königsberger Amtshauptmann, war Herr auf Tenkitten, und dessen Sohn Friedrich Rudolph Casimir von Müllenheim und von Rechberg (1740–1814), königlich-preußischer Generalmajor und Erbherr auf Adlig Woduhnheim im Kreis Friedland, nahm 1757 am Siebenjährigen Krieg, 1794 am Feldzug gegen den Aufstand der Republik Polen-Litauen um General Tadeusz Kościuszko und 1806 am Vierten Koalitionskrieg gegen Kaiser Napoleon Bonaparte teil.
Dessen Neffe Carl Heinrich August von Müllenheim von Rechberg (geboren 1760) war preußischer Major im 3. Ostpreußischen Infanterieregiment und Kommandeur des Ostpreußischen Landwehrbataillons "Müllenheim" während der Völkerschlacht bei Leipzig, wo er am 19. Oktober 1813 bei der Erstürmung vom Grimmaischen Tor fiel. Zu Beginn des Russlandfeldzugs 1812 rettete der westphälische Offizier Georg Carl Wilhelm Müldner (1782–1863) ihm das Leben und da er nach dem Tod seines einzigen leiblichen Sohnes Adolph Heinrich August Gebhard keinen männlichen Erben hatte, bot er ihm die Adoption an. Erst am 27. November 1830 gestattete Kurfürst Wilhelm II. von Hessen-Kassel ihm die Namensmehrung „von Mülnheim“ und erhob ihn gleichzeitig in den erblichen Adelsstand, jedoch unter Führung eines anderen Wappens. Als 1831 das Geschlecht derer „von Lindau“ ausstarb, erhielt der General und ehem. Kriegsminister für seine zahlreichen Verdienste vom Kurfürsten deren Burgsitz, den Meierhof in Spangenberg und das Gut Eltmannsee zu „neuem rechten Mannlehen“ übereignet. Sein Urenkel Georg Emil Theodor Müldner von Müllenheim (1873–1940) war Bataillonskommandeur des Niederrheinischen Füsilier-Regiment Nr. 39 an der Westfront (Erster Weltkrieg) und anschließend Bevollmächtigter des preußischen Kriegsministeriums in der Ukraine. Dessen jüngerer Bruder, Major Ludwig (Louis) Alfred Carl Oscar Müldner von Müllenheim (1876–1945), war Kabinettschef der Hofverwaltung des letzten preußisch-deutschen Kronprinzen Wilhelm und setzte sich zusammen mit dem Reichskanzler Gustav Stresemann (DVP) für dessen Rückkehr aus dem niederländischen Exil ein. Mehrfach wurde er bezichtigt, über seine Mutter „Halbjude“ zu sein und am 1. Juli 1934 wurde er im Zuge des Röhm-Putsches von den Nationalsozialisten im Columbiahaus und danach im Konzentrationslager Lichtenburg interniert; er war der letzte männliche Vertreter der „Müldner von Müllenheim“.

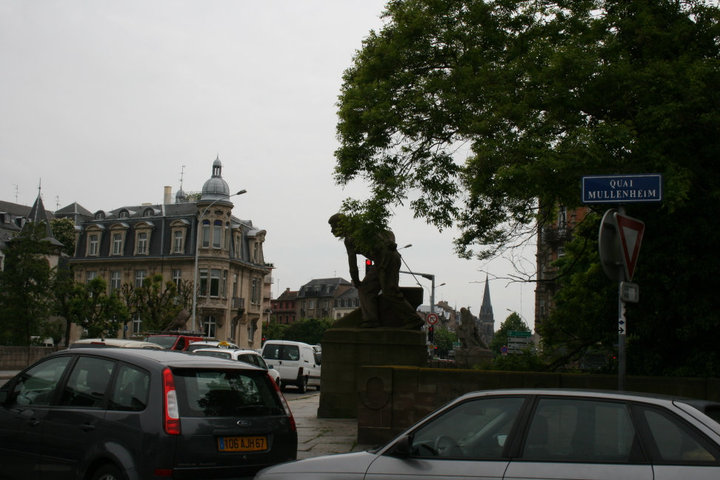
Straßenkreuzung mit Schild Quai Müllenheim

Nachdem das Reichsland Elsass-Lothringen und damit auch die meisten französischen Barone des katholischen Zweigs wieder zum Deutschen Reich gehörten, setzte Hermann Wilhelm Ludwig Georg Carl von Müllenheim von Rechberg (1845–1903) sich dafür ein, dass ab 1886 auch alle nahen Verwandten seines Zweigs die preußische Genehmigung zur Führung des Freiherrentitels unter dem amtlichen Namen „von Müllenheim-Rechberg“ erhielten. Als Platzmajor in Straßburg brachte er im Jahr 1881 durch, dass im Stadtviertel Neustadt, dem sogenannten „Deutschen Viertel“ und heutigen UNESCO-Weltkulturerbe, die beiden Ufer der Straßburger Ill-Insel St. Helena, von der südlichen Spitze ausgehend, jeweils „Müllenheim-Staden“ (französisch „Quai Müllenheim“), bzw. „Zorn-Staden“ (französisch „Quai Zorn“), nach den beiden rivalisierenden Geschlechtern benannt wurden. An dieser Inselspitze, zwischen dem Kaiserpalast und der Kaiser-Wilhelm-Universität, wurde 1897 die evangelische Paulskirche eingeweiht. Zu den Feierlichkeiten in Anwesenheit von Kaiser Wilhelm II. und seiner Gattin Auguste Viktoria ließ Hermann in der Umgebung zu ihren Ehren rund 1000 der erst 1891 in Trier gezüchteten „Kaiserin Auguste Viktoria“ pflanzen, elfenbeinweiße Rosen mit goldgelbem Butzen, wohlduftend und passend zum Stammwappen der Müllenheim. Darüber hinaus war er Mitgründer von „Sankt Michael – Verein deutscher Edelleute zur Pflege der Geschichte und Wahrung historisch berechtigter Standesinteressen“ sowie Verfasser zahlreicher Bücher und Artikel zur Familiengeschichte. Richard Alexander Conrad Bernhard Burkard von Müllenheim-Rechberg (1910–2003) war ab Herbst 1938 Adjutant des Deutschen Marineattachés in London und beim Untergang des Schlachtschiffs Bismarck 1941 der ranghöchste Überlebende. Von 1958 bis 1975 war er als Generalkonsul bzw. Botschafter in Westindien, Zaire, Kanada und Tansania tätig, wofür er 1971 das Bundesverdienstkreuz 1. Klasse erhielt.

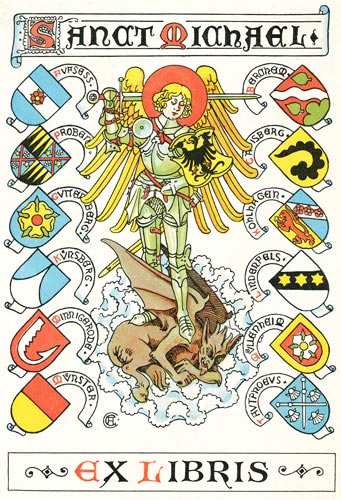
Exlibris für „Sankt Michael – Verein deutscher Edelleute“, u. a. mit dem Müllenheim-Stammwappen

Gebhards Sohn aus erster Ehe, Wladislaus (Wladislaw) von Müllenheim (* 1641), nahm als polnischer Ritter am 12. September 1683 unter König Johann III. Sobieski an der Schlacht am Kahlenberg gegen die osmanische Belagerung teil und fiel am 23. April 1689 als Hauptmann unter dem brandenburgisch-preußischen Kurfürsten Friedrich III. bei der Befreiung des von den Franzosen unter Ludwig XIV. besetzten Bonn. Seine Nachkommen verteilen sich ab heute auf insgesamt drei Zweige, welche einen geschichtsbedingten Verlust der Nobilitierung hinnehmen mussten und zunächst in Schlesien und Posen siedelten. Von dem in Demibo geborenen Gutsbesitzer Heinrich Johann Müllenheim (um 1780–vor 1875) stammt der Familienzweig um Bruno Ludwig Heinrich Müllenheim (1900–61) ab, einem gelernten Bandagistenmeister, der es sich zu Aufgabe gemacht hatte, die Not der versehrten Soldaten des Ersten Weltkriegs zu lindern. Dieser wanderte in den 1930er-Jahren von Beuthen nach Braunschweig aus, wo er seinen Familienzweig beheimatete und das Sanitätshaus Müllenheim gründete, ein heute internationales Unternehmen für Spitzentechnologie im Bereich Orthopädie und Rehabilitation, welches in Dubai (Vereinigte Arabische Emirate) das Tochterunternehmen German Limbtech unterhält.
Die zwei weiteren, heute noch existierenden Zweige bildeten sich aus den Enkeln von Heinrich Johanns älterem Bruder, dem schlesischen Wirtschaftsbeamten Carl August Müllenheim (* um 1775), welcher in Malapane lebte. Der in Potulitz geborene Stellmacher Friedrich Leopold (1843–77) ließ sich nach dem Deutsch-Französischen Krieg von 1870/71 in Eupen nieder und begründete dort den Familienzweig, der heute vor allem im Rheinland und im Großherzogtum Luxemburg beheimatet ist. Seine Schwester Mathilde (Hilde) Emilie (1844–82) ist eine Großmutter von Hildegard Thieme (1908–56), der Mutter des italienisch-deutschen Schauspielers Mario Girotti alias Terence Hill.
Die männlichen Nachkommen des jüngsten Bruders Christoph August Gotthard (1849–74), einem Kaufmann aus dem Landkreis Bromberg, zogen erst in der Folge des Zweiten Weltkriegs in die Lausitz und sind durch einen dokumentarischen Schreibfehler heute alle unter dem Nachnamen „Mühlenheim“ anzutreffen. Einige Nachfahren gingen von dort nach Tirol und Kärnten und gründeten Pensionen in Schwendau bei Mayrhofen im Zillertal, in Maria Luggau im Lesachtal und in Egg bei Drobollach am Faaker See.

## Wappen

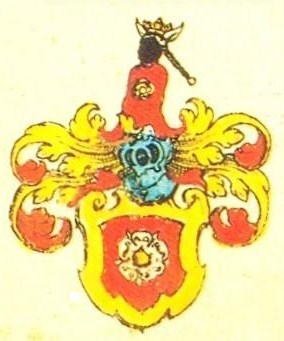
Eine Wappenvariante derer von Müllenheim nach Johann Siebmacher

Als erstes Wappen des Geschlechts gilt ein mit drei silbernen Sparren belegter Schrägbalken. Der Helm hat einen am Rücken mit drei weißen Kugeln belegten goldenen Schwanenhals mit rotem Schnabel.
Seitdem das Geschlecht in Straßburg ansässig wurde, zeigt das Stammwappen innerhalb eines goldenen Schildrandes in Rot eine silberne Rose mit goldener Butze. Ursprüngliche Helmzier war ein roter Spitzhut mit silberner Rose und einem Busch schwarzer Hahnenfedern. Zu späterer Zeit wurden mannigfach verschiedene Helmzierden verwendet, je nach Zweigen. Selbst einzelne Familienmitglieder führten besondere Varianten und so kommt Johann Siebmacher auf insgesamt 24 und Julius Kindler von Knobloch sogar auf 86 verschiedene Ausführungen. Die Linie Müllenheim-Rechberg führt beispielsweise auf gekröntem Helm eine runde-wachsende, rote Scheibe, darauf eine golden besamte, silberne Rose, welche oben mit einem Pfauenwedel besteckt ist; die Helmdecke ist jeweils rot-silbern. Zahlreiche modernere Exlibris-Wappen sind ausgeschmückter und werden mit zwei in der Helmdecke verschwindenden Löwen als Schildhalter abgebildet. Hinzu kommt der zur gesamten Symbolik der Rose passende Wappenspruch in Latein: „Fortiter in re, suaviter in modo, semper florens!“ (übersetzt: „Stark in der Sache, lieblich in der Art, immer blühend!“).

## Bekannte Namensträger
- Gebhard von Müllenheim auf Puschkeiten († ~1635), königlich-polnischer Kammerherr und Starost
- Rudolf Kasimir von Müllenheim (1740–1814), königlich-preußischer Generalmajor und Erbherr auf Adlig-Woduhnheim
- Franz Jakob Ferdinand von Müllenheim (1746–1814), elsässischer Großjägermeister des Bistums Straßburg und Mitglied der elsässischen Provinzialversammlung
- Hermann Freiherr von Müllenheim-Rechberg (1845–1903), deutscher Historiker
- Burkard Freiherr von Müllenheim-Rechberg (1910–2003), deutscher Diplomat, Kapitänleutnant zur See und Autor
- Patrice de Müllenheim (* 1949), französischer Sportschütze und Teilnehmer bei den Olympischen Sommerspielen 1972[18]